# 1938 (szám)
Az 1938 (római számmal: MCMXXXVIII) az 1937 és 1939 között található természetes szám.

## A matematikában
A tízes számrendszerbeli 1938-as a kettes számrendszerben 11110010010, a nyolcas számrendszerben 3622, a tizenhatos számrendszerben 792 alakban írható fel.
Az 1938 páros szám, összetett szám. Kanonikus alakja 21 · 31 · 171 · 191, normálalakban az 1,938 · 103 szorzattal írható fel. Tizenhat osztója van a természetes számok halmazán, ezek növekvő sorrendben: 1, 2, 3, 6, 17, 19, 34, 38, 51, 57, 102, 114, 323, 646, 969 és 1938.
Az 1938 egyetlen szám valódiosztóösszeg-függvényeként áll elő, ez az 1518.